# Roger Jorgensen
Roger Kennedy Jorgensen (ur. 2 lub 5 września 1920 w Columbus, zm. 3 października 2010 na terenie gminy Robinson w stanie Pensylwania) – amerykański koszykarz, który występował na pozycji środkowego. Starszy brat Nobla, także koszykarza.

## Życiorys
Roger Kennedy Jorgensen urodził się 2 lub 5 września 1920 roku. Jego matką była Ruth Kennedy a ojcem był Charles A. Jorgensen. W 1939 roku, Roger ukończył szkołę średnią Taylor Alderdice High School, w której osiągał dobre wyniki w koszykówce (poprawił ponoć kilka rekordów szkoły). Po ukończeniu tejże, podjął naukę w Ohio State University. W 1941 roku "zaciągnął się" do marynarki wojennej; w latach 1941–1945 służył w US Navy. 
Po zakończeniu służby, Roger i jego brat Noble, występowali w sezonie 1946-1947 w BAA (Basketball Association of America, dzisiejsze NBA) w zespole Pittsburgh Ironmen. Dla Rogera był to jednak jedyny sezon w profesjonalnej lidze, Noble w latach późniejszych kontynuował jeszcze karierę zawodowego koszykarza.
W sezonie 1947-1948, Jorgensen występował w słabszym klubie o nazwie Zanesville Pioneers. W trakcie gry w tymże zespole, dokształcał się w University of Pittsburgh. Po zakończeniu studiów, został trenerem koszykówki a także nauczycielem wychowania fizycznego w Waynesburg University. Był także działaczem sportowym na szczeblu lokalnym.
Jego żoną była Betsy Briant Jorgensen, z którą był w związku małżeńskim przez 62 lata. Roger Jorgensen zmarł 3 października 2010 roku w wieku 90 lat, po ciężkiej i długiej chorobie. Pozostawił żonę i trzy córki. Roger miał także dwóch braci i jedną siostrę (wszyscy zmarli przed nim).

## Statystyki
Sezon zasadniczy
| Sezon     | Drużyna | M  | S5 | MPG | FG% | 3P% | FT%   | RPG | APG  | SPG | BPG | PPG |
| --------- | ------- | -- | -- | --- | --- | --- | ----- | --- | ---- | --- | --- | --- |
| 1946-1947 | Ironmen | 28 | NO | NO  | 26% | NO  | 68,4% | NO  | 0,04 | NO  | NO  | 1,5 |